# Павиљон број шест (филм из 1973)
„Павиљон број шест” је југословенски ТВ драмски филм из 1973. године. Режирао га је Лучиан Пинтилие, а сценарио је писан по драми славног руског писца Антона Чехова. Од материјала из овог ТВ филма, 1978. године је монтиран истоимени дугометражни филм који је на Пулском фестивали играног филма награђен Златном и Сребрном Ареном.

## Радња
Доктор из провинције у време Царске Русије упознаје бившег студента у Павиљону број 6, где почиње прича. Одушевљен бунтовним духом и интелигентним примедбама, он одлучује да проводи много времена са њим. Доживљава исмејавање од стране својих колега. Радња у филму тече споро, слично као и у већини Чеховљевих драма. Акценат је стављен на само размишљање главног јунака, и проблеме на које није способан у потпуности да одговори. Филм је базиран на Чеховљевој драми, која носи исти назив.

## Улоге
| Глумац                | Улога                       |
| --------------------- | --------------------------- |
| Слободан Цица Перовић | Андреј Јефимич Рагин        |
| Зоран Радмиловић      | Иван Дмитрич Громов         |
| Славко Симић          | Михаил Аверјанич            |
| Павле Вуисић          | Чувар Никита                |
| Љуба Тадић            | Евгеније Фјодорович Хоботов |
| Стево Жигон           | Командант града             |
| Марица Поповић        | Дуњашка                     |
| Ивана Шекуларац       | Девојчица                   |
| Драгомир Чумић        | Јеврејин Мојсејка           |
| Душан Почек           | Службеник                   |
| Душан Вујисић         | Официр                      |
| Мирко Буловић         | Писар                       |
| Петар Лупа            | Пацијент                    |